# Heliocypha biforata
Espèce
Statut de conservation UICN

 LC  : Préoccupation mineure
Heliocypha biforata est une espèce d'insectes de l'ordre des odonates (libellules), du sous-ordre des Zygoptera (demoiselles), de la famille des Chlorocyphidae et du genre Heliocypha.

## Répartition
Heliocypha biforata se rencontre en Asie tropicale depuis l'Inde jusqu'en Malaisie péninsulaire en passant par la Birmanie, le Laos, la Thaïlande, le Vietnam, le Népal et la Chine.

## Habitat
Heliocypha biforata apprécie l'eau claire des ruisseaux aux fonds sableux des zones boisées et plus particulièrement les zones fortement ombragées des forêts ou des plantations forestières. Elle se rencontre perchée sur la végétation, les pierres ou les brindilles flottantes. 

## Description
Heliocypha biforata est une demoiselle dont l'abdomen mesure environ 26 mm chez le mâle et environ 28 mm chez la femelle et dont les ailes postérieures mesurent environ 23 mm chez le mâle et environ 27 mm chez la femelle. Les ailes sont pointues et très étroites. Le nodus est plus rapproché de la base que du ptérostigma.

### Description du mâle
Les mâles de l'espèce présentent trois taches magenta très marquées sur le thorax antérieur et particulièrement visibles en vue frontale ainsi que des marques latérales bleues sur le thorax et l'avant des segments abdominaux.
Le dernier cinquième des ailes antérieures et le dernier tiers des ailes postérieures en brun foncé. Les ailes sont relativement étroites. Les ailes postérieures présentent des zones réfléchissantes rose à violettes nettement dessinées et l'ensemble de l'aile brille d'un reflet irisé rose sous certaines conditions d'éclairage. Les zones réfléchissantes sont constituées de deux bandes transverses courbées, l'une entre le nodus et le ptérostigma est constituée de trois taches entamant l'espace brun en dedans seulement, l'autre, plus large, est constituée de quatre à cinq taches oblongues rapprochées finissant à la première moitié du ptérostigma.
Les pattes centrales et arrière sont pourvues de marques blanches sur l'intérieur des fémurs et des tibias.

### Description de la femelle
La femelle présente un petit triangle mésothoracique et le dos de l'épistome ne présente pas de marques.
Les ailes sont hyalines et légèrement verdâtres avec un léger liseré brun aux extrémités des postérieures. Le ptérostigma est un peu pâle au centre. Les ailes antérieures présentent 16 nervures antécubitales.

## Écologie
Heliocypha biforata est une demoiselle territoriale. 

## Systématique
L'espèce Heliocypha biforata a été décrite par l'entomologiste belge Edmond de Sélys Longchamps en 1859 sous le protonyme Rhinocypha biforata. Le spécimen ayant servi à la description a été collecté par Alfred Russel Wallace.

### Publication originale
- Sélys Longchamps, E., de. 1859. Additions au synopsis des Caloptérygines. Bulletins de l'Académie royale des sciences, des lettres et des beaux-arts de Belgique (2nd Série), 7(7): 437-451[7].

### Sous-espèces
Certains auteurs considèrent deux sous-espèces.
- Heliocypha biforata biforata (Sélys, 1859)[5],[9]
- Heliocypha biforata delimbata (Sélys, 1879)[10]

### Synonymes
- Rhinocypha biforata Selys, 1859 (protonyme)[7]
- Rhinocypha beesoni Fraser, 1922[2]
- Rhinocypha biforata abbreviata Fraser, 1928[2]
- Rhinocypha biforata delimbata Laidlaw, 1950[2]
- Rhinocypha biseriata biforata Lieftinck, 1954[2]